# Defensa Universitaria
Defensa Universitaria fue una organización española de extrema derecha vinculada al aparato represivo de la dictadura franquista especializada en las actividades parapoliciales en los campus universitarios y cuya finalidad era acabar con los grupos de estudiantes vinculados a la oposición antifranquista. Comenzó a actuar en el curso 1962-1963 y estuvo activa al menos hasta el curso 1968-1969.
Obedecía a la idea generalizada en el régimen franquista de que la contestación universitaria era un simple problema de orden público y como tal había que tratarlo. La integraban en su mayoría hijos de militares y de funcionarios de las instituciones del Estado franquista y del Movimiento Nacional. Fueron frecuentes sus acciones violentas en diversas facultades de las universidades de Madrid y de Barcelona, especialmente. Encontraron una cobertura legal en el Círculo Universitario Cardenal Cisneros, presidido por Antonio Pardo de Santayana, hijo del gobernador civil de Madrid. Su final se relaciona con la preocupación que comenzaron a suscitar en los círculos de poder franquistas las expulsiones de varios de sus miembros de la Facultad de Derecho de Madrid por orden del rector tras su reiterada participación en agresiones a estudiantes y la provocación de incidentes. También se diluyó el grupo por la nula penetración de su propaganda franquista entre los estudiantes. Tras Defensa Universitaria aparecieron otros grupos dispuestos a actuar contra la «subversión comunista» en la Universidad, como Acción Universitaria Nacional (AUN).